# Arielulus societatis
Arielulus societatis är en fladdermusart som beskrevs av Hill 1972. Arielulus societatis ingår i släktet Arielulus och familjen läderlappar. Inga underarter finns listade i Catalogue of Life.
Denna fladdermus förekommer på södra Malackahalvön. Den vistas i olika slags skogar i låglandet.